# Station Shortlands
Station Shortlands is een spoorwegstation van National Rail in de plaats Shortlands in de London Borough of Bromley in het zuidoosten van de regio Groot-Londen, Engeland. Het station is eigendom van Network Rail en wordt beheerd door Southeastern.